# Lingue halmahera-cenderawasih
Le lingue halmahera-cenderawasih sono un sottogruppo delle lingue maleo-polinesiache centro-orientali parlate in Indonesia, nel sud dell'isola di Halmahera, nella penisola di Doberai e nelle isole intermedie, in particolare, sulle isole Raja Ampat.

## Classificazione
L'esistenza di questo sottogruppo all'interno del gruppo maleo-polinesiaco centro-orientale è stata stabilita con certezza. Robert Blust riunisce l'halmahera–cenderawasih e le lingue oceaniche in un sottogruppo che definisce lingue maleo-polinesiache orientali. Questa ipotesi non è però condivisa da Malcolm Ross.
Secondo Ethnologue il gruppo è formato da 41 lingue,  così ripartite:
- Lingue di Halmahera meridionale
  - Lingue makian orientale-gane
    - Lingua gane [codice ISO 639-3 gzn]
    - Lingua makian orientale [mky]

  - Lingue sudorientali
    - Lingua buli  [bzq]
    - Lingua maba  [mqa]
    - Lingua patani  [ptn]
    - Lingua sawai  [szw]

  - Lingua irarutu [irh]
- Lingue della Nuova Guinea Occidentale
  - Lingue della penisola di Bomberai
    - Lingua bedoanas  [bed]
    - Lingua erokwanas  [erw]

  - Lingue della baia di Geelvink (Cenderawasih)
    - Lingue biakic
      - Lingua biak [bhw]
      - Lingua dusner  [dsn]
      - Lingua meoswar  [mvx]

    - Lingue raja ampat (10)
      - Lingua as  [asz]
      - Lingua biga  [bhc]
      - Lingua gebe  [gei]
      - Lingua kawe  [kgb]
      - Lingua legenyem  [lcc]
      - Lingua maden  [xmx]
      - Lingua matbat  [xmt]
      - Lingua ma'ya  [slz]
      - Lingua waigeo  [wgo]
      - Lingua wauyai  [wuy]

    - Lingue yapen
      - Lingue yapen centro-occidentali
        - Lingua ambai  [amk]
        - Lingua ansus  [and]
        - Lingua busami  [bsm]
        - Lingua marau  [mvr]
        - Lingua munggui  [mth]
        - Lingua papuma  [ppm]
        - Lingua pom  [pmo]
        - Lingua roon  [rnn]
        - Lingua serui-laut  [seu]
        - Lingua wandamen  [wad]
        - Lingua woi  [wbw]

      - Lingue yapen orientali
        - Lingua kurudu  [kjr]
        - Lingua wabo  [wbb]

    - Lingua iresim  [ire]
    - Lingua mor [mhz]
    - Lingua tandia  [tni]
    - Lingua waropen  [wrp]
    - Lingua yaur  [jau]
    - Lingua yeretuar  [gop]